# André Pilot
Franz Kömpel, bekannt als Manfred Kömpel, Manfred Kömpel-Pilot und André Pilot (* 7. Mai 1895 in Würzburg; † 1944), war ein deutscher Schauspieler und Sänger.

## Werdegang
Noch vor Ausbruch des Ersten Weltkriegs ließ sich Franz Kömpel an der Berliner Akademie für Tonkunst zum Operettentenor ausbilden. Nach dem Fronteinsatz begann er seine Karriere bei Bühne und Film unter dem Namen Manfred Kömpel. Insbesondere in Wien wurde er beim Theaterpublikum ein Publikumsliebling: Anlässlich eines Bühnengastspiels bezeichnete ihn die Badener Zeitung als den „schönsten Mann Wiens“. Unter seinem neuen Künstlernamen André Pilot gelangen ihm in den frühen Tonfilmjahren beachtliche Erfolge. Nach 1933 konzentrierte er sich fast ausschließlich auf seine Bühnentätigkeit. Er war u. a. am Württembergischen Staatstheater in Stuttgart engagiert.

## Filmographie (Auswahl)
- 1925: Die Bestie von San Silos
- 1925: Der Schuß im Pavillon
- 1926: Der siebente Junge
- 1926: Das Geheimnis einer Stunde
- 1928: Der moderne Casanova
- 1929: Dich hab’ ich geliebt
- 1930: Der Korvettenkapitän
- 1930: Ein Mädel von der Reeperbahn
- 1930: Eine Freundin so goldig wie du
- 1931: Er und seine Schwester
- 1931: Die Försterchristl
- 1933: S.A. Mann Brand
- 1933: Ein Kuss in der Sommernacht
- 1935: Es waren zwei Junggesellen
- 1936: Fiakerlied